# Anthonyite
La anthonyite è un minerale.